# بوش أباد
بوش‌ أباد هي قرية في مقاطعة أشنويه‌، إيران. يقدر عدد سكانها بـ 340 نسمة بحسب إحصاء 2016.